# Коблево
Ко́блево (укр. Коблеве) — село в Николаевском районе Николаевской области Украины. В состав входит также и курорт «Коблево» на Черноморском побережье — пансионаты и базы отдыха, дельфинарий, аквапарки, кафе и рестораны, другое. Коблево окружено виноградниками. Часть расположена на берегу Тилигульского лимана. Рядом расположен винный завод ОАО «Коблево». Местный орган самоуправления — Коблевская сельская община.

## История
Село Коблево, в прошлом Постовое Херсонской губернии в составе Российской империи, было создано русским князем Г. Волконским в период Русско-Турецкой войны. Целью послужила организация перевалочного пункта для помощи раненным при нападении на Очаков и отдыха лошадей. В 1788 году Постовое было переименовано в Троицкое — в честь завершения строительства церкви, совпавшего с празднованием Святой Троицы. В 1792 году за успешное завершение Турецкой кампании и отменную службу Екатериной II Фоме (Томасу) Кобле были пожалованы земли (12 десятин) на левом берегу Тилигульского лимана, в честь которого и по сей день и названо Коблево.
В течение ряда лет Ф. А. Кобле служил военным комендантом города, был ближайшим сотрудником Ришельё и Ланжерона, неограниченным доверием которых пользовался. Сыграл огромную роль в становлении и развитии Одессы. Самоотверженно сражался с чумными и холерными эпидемиями, показал себя превосходным администратором. Удостоился многочисленных орденов, лестных отзывов гостей города и, конечно, горожан.
Одесские граждане ознаменовали свою благодарность ему наименованием в честь его одной из здешних улиц Коблевскою. Его справедливо можно считать одним из фундаторов(?) юного города Одесса. Благодаря инициативе Фомы Кобле, выписавшему из Италии семена «золотых яблок», то есть теперешних помидоров, тогда ещё неизвестных в окрестностях Одессы начался «помидорный бум».

## Географическое положение
Коблево расположено возле границы Николаевской и Одесской областей Украины, на трассе M-14 / E 58.
- Расстояния до Одессы: по автодороге — 55 км, физическое — 43 км.
- Расстояния до Николаева: по автодороге — 78 км, физическое — 68 км.
- Расстояния до Березанки: по автодороге — 29 км, физическое — 25 км.

## Курорт

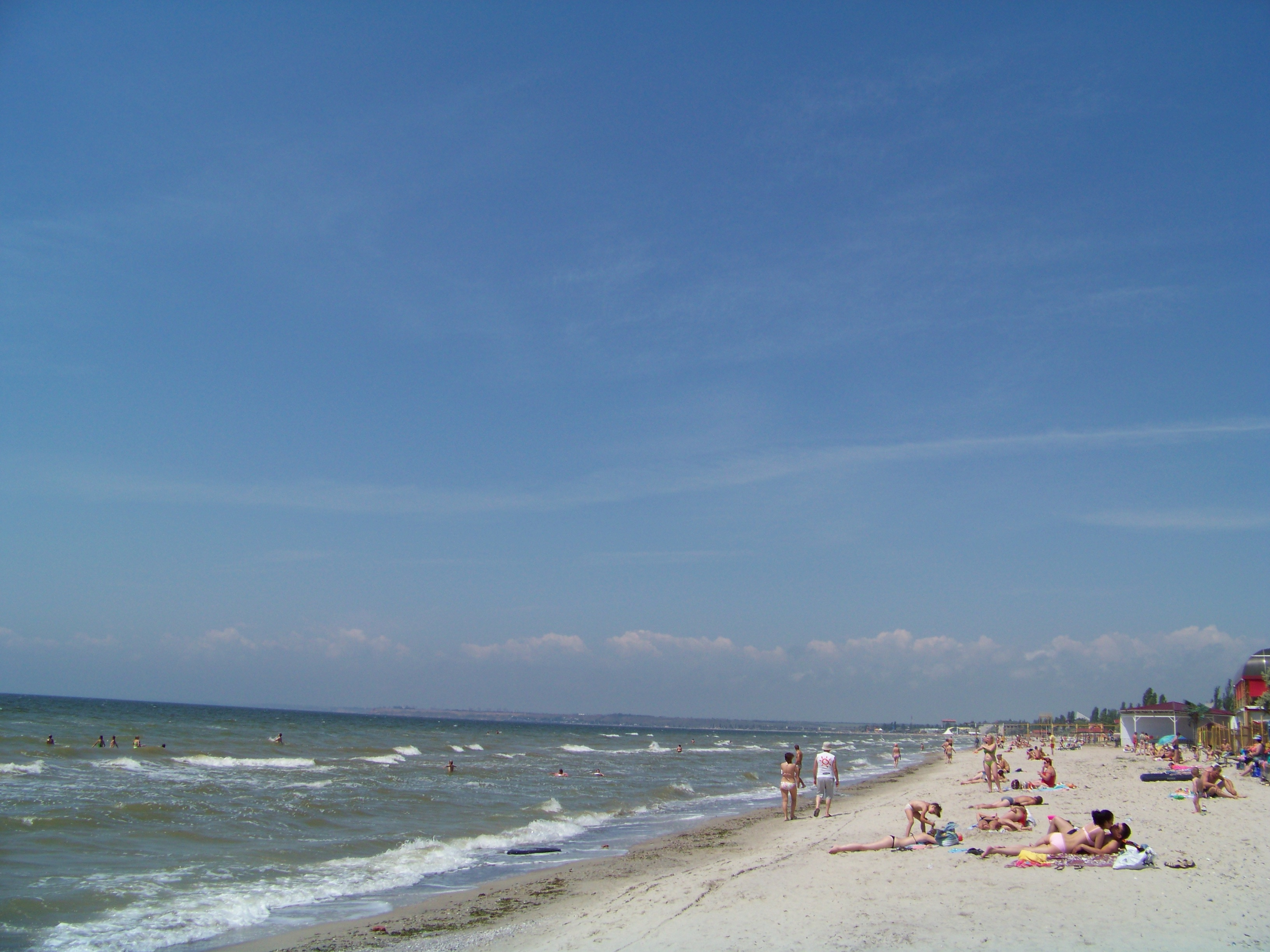
Вид на берег

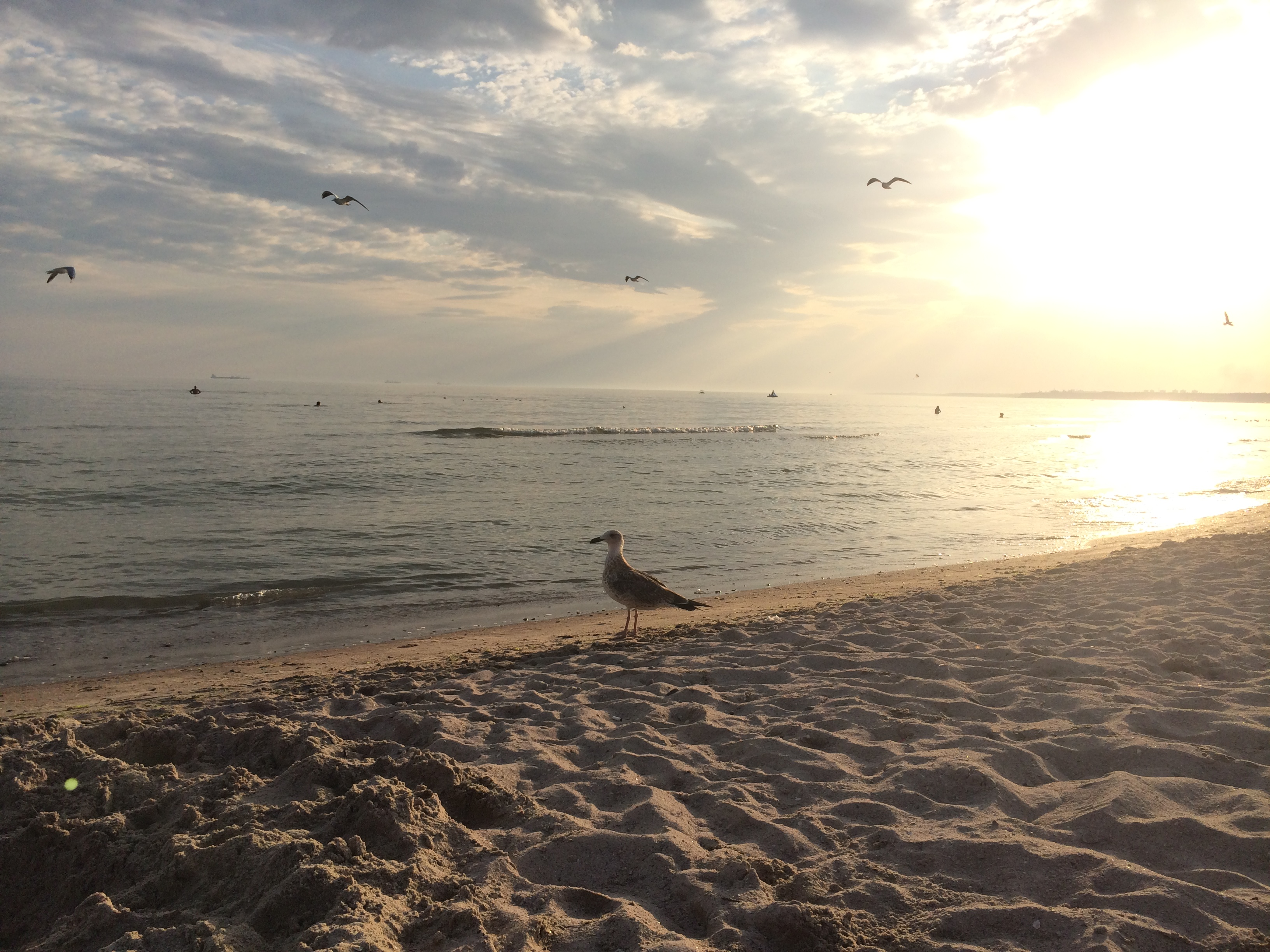
Пляж

Возле села в 4-х километрах к югу от трассы M-14 расположен курорт Коблево. Это самый крупный курорт на Черноморском побережье Николаевской области, где могут располагаться одновременно более 25 тыс. отдыхающих. На территории курорта находится аквапарк «Коблево». В этом курортном местечке в разное время отдыхали люди из разных стран: Молдавии, России, Белоруссии, Польши и т. д.
Курортная зона Коблево образовалась в 1966—1967 годах с приходом молдавских предприятий (с одной стороны) и николаевских (с другой) на Черноморское побережье Коблева. Со временем на этот пустынный берег пришла цивилизация: взамен деревянных домиков выросли многоэтажные корпуса, широко развернулась торговля, развивалась сфера услуг и отдыха. На сегодняшний день по прибрежной полосе, длиной 6 км, в сочетании с лесом, расположены сотни пансионатов, баз отдыха и развлекательных заведений.